# Fortune plango vulnera
Fortune plango vulnera (in italiano Piango le ferite della fortuna) è un testo poetico goliardico in latino medievale, il carme numero 16 della raccolta nota come Carmina Burana.

## Testo e traduzione
stillantibus ocellis

quod sua mihi munera

subtrahit rebellis

Verum est, quod legitur

fronte capillata

sed plerumque sequitur

Occasio calvata

In Fortunae solio

sederam elatus

prosperitatis vario

flore coronatus

Quicquid enim florui

felix et beatus

nunc a summo corrui

gloria privatus

Fortune rota volvitur

descendo minoratus

alter in altum tollitur

nimis exaltatus

Rex sedet in vertice

caveat ruinam

nam sub axe legimus

Hecubam reginam»
con occhi zampillanti [di lacrime],

poiché lei, ribelle,

mi toglie i suoi doni.

È vero ciò che si legge:

la [sua] fronte è coperta da capelli;

ma di solito è seguita

da un'occasione calva. 

Sul trono della Fortuna

sedevo tutto tronfio,

coronato dai molti fiori

della prosperità.

[Ma] così come un tempo fiorii,

felice e beato,

ora sono precipitato dall'alto

privato della [mia] gloria.

La ruota della Fortuna gira: 

io scendo, annientato; 

un altro è portato in alto 

e poi ancora più in alto.

[Adesso] un re siede in cima

[ma] tema la caduta!

Infatti sotto l'asse si legge

"Regina Ecuba" »